# Supermarket (Gaetana)
Supermarket è un album di Giusy Ferreri, pubblicato il 13 novembre 2009 dall'ex-casa discografica dell'artista, la Ego Special Marketing - Spherica Sas. Non è ufficialmente riconosciuto dalla cantante, ed è stato pubblicato sotto il nome di Gaetana, vecchio nome d'arte della cantante, nonché secondo nome di battesimo. La produzione è di Maurizio Parafioriti, altri collaboratori sono Danilo Madonia, Lele Melotti, Fabrizio Leo, Lorenzo Poli, Suvi Valjus e Paolo Galeazz.

## Il disco
Il disco contiene canzoni registrate fra il 2002 ed il 2004 prima di passare alla casa discografica Sony BMG. La Ego Special Marketing - Spherica Sas ha deciso di pubblicare il disco nel 2009 a seguito del successo ottenuto da Giusy Ferreri dopo la partecipazione a X Factor e con le vendite di Non ti scordar mai di me e Gaetana.
Il disco contiene, tra le altre, due tracce già contenute nell'album Gaetana pubblicato da Giusy Ferreri nel 2008, quali Pensieri (tradotta anche in spagnolo nella versione spagnola di Gaetana) e Il party. Di Pensieri è anche pubblicata una versione acustica. In tutto le tracce sono dieci.

## Tracce
1. Semplicemente – 3:13
2. Pensieri – 3:04
3. Ti voglio un mondo di bene – 3:23
4. Senza azioni – 3:20
5. Sorry – 3:54
6. Cose migliori da fare – 3:11
7. Vento – 3:54
8. Colori – 3:36
9. Pensieri (e piano) – 3:22
10. Il party (primitive) – 3:59

## Formazione
- Giusy Ferreri – voce
- Marcello Lavorgna – basso
- Fabrizio Leo – chitarra acustica, chitarra elettrica
- Maurizio Parafioriti – programmazione
- Lele Melotti – batteria
- Lorenzo Poli – basso
- Suvi Valjius – violino